# Bussy-en-Othe
Bussy-en-Othe – miejscowość i gmina we Francji, w regionie Burgundia-Franche-Comté, w departamencie Yonne.
Według danych na rok 1990 gminę zamieszkiwały 812 osoby, a gęstość zaludnienia wynosiła 14 osób/km² (wśród 2044 gmin Burgundii Bussy-en-Othe plasuje się na 287. miejscu pod względem liczby ludności, natomiast pod względem powierzchni na miejscu 12.).
W Bussy-en-Othe znajduje się żeński klasztor prawosławny, który jest najstarszą wspólnotą monastyczną tej religii we Francji.